# Xu Yanmei
Xu Yanmei (kinesiska: 許 艷梅), född 9 februari 1971 i Nanchang i Jiangxi, är en före detta kinesisk simhoppare. Hon vann en guldmedalj i höga hopp i de olympiska sommarspelen 1988.